# Ostroga (botanika)

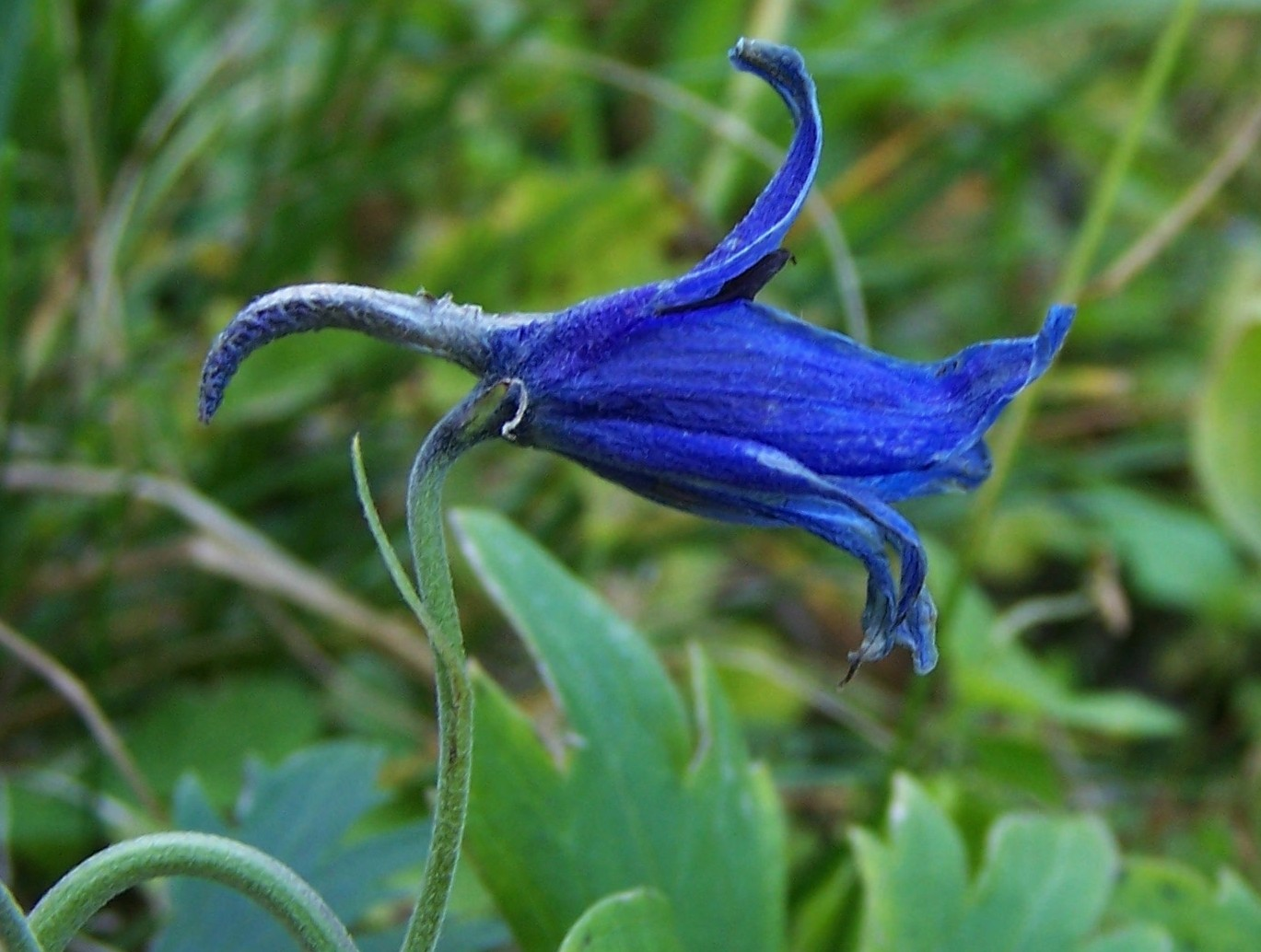
Ostroga u ostróżki tatrzańskiej

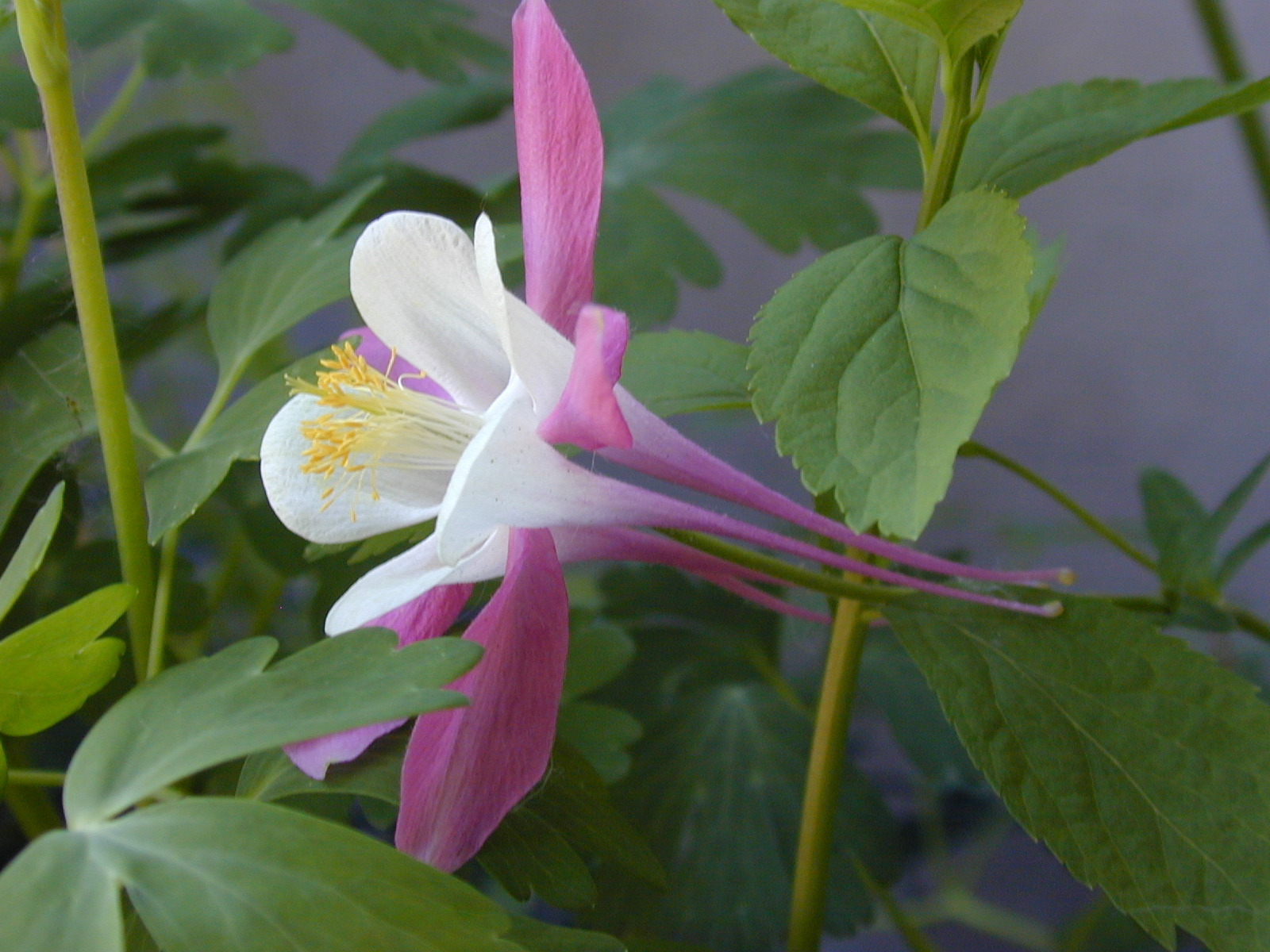
Ostrogi na płatkach orlika

Ostroga (łac. calcar, ang. spur) – ostro zakończone, podługowate twory występujące w budowie morfologicznej roślin. Termin odnosi się do występującego w kwiatach niektórych roślin wyrostka u nasady płatka korony, działki kielicha lub listka miodnikowego, u niektórych dzbaneczników ostroga wykształca się u nasady wieczka przykrywającego dzbanek (organ pułapkowy powstający ze zmodyfikowanego liścia). Jest to zamknięty na końcu wyrostek o zazwyczaj walcowatym lub stożkowatym kształcie. Jego występowanie i morfologia mają znaczenie przy oznaczaniu gatunków niektórych roślin. Ostroga występuje np. u niektórych roślin z rodziny fiołkowatych, jaskrowatych, storczykowatych. Najczęściej pełni funkcję powabni – zwabia owady. U niektórych roślin, np. u ostróżeczki polnej wewnątrz ostrogi, na jej końcu znajduje się miodnik.
Mianem ostrogi określa się też ostro zakończone, wąskie wyrostki blaszki liściowej występujące u niektórych traw na granicy blaszki i pochwy liściowej. Ostrogi takie zwykle obejmują źdźbło.